# Habitat collectif
L’habitat collectif réunit plusieurs appartements au sein d’un même bâtiment. Sa taille et sa forme sont variables: il peut prendre la forme d'un immeuble urbain, d'une tour, d'une barre. Il répond au besoin organique de densifier le logement en ville ou bien résulte de politiques publiques de logement de masse dans une friche urbaine (exemple: la Zone), un quartier ou la banlieue (exemple: les grands ensembles).

## Immeuble
Il existe différents types d’habitat collectif. Le plus courant est l’immeuble, dans lequel il existe une variation de possibilité d’espaces mis en commun. Les espaces le plus souvent mis en commun sont des espaces de circulation comme les couloirs, les escaliers ou l’ascenseur, ainsi que des espaces communautaires comme le jardin, des locaux vélos, des parkings. Dans certains cas, l’immeuble mutualise des services comme un concierge, un jardinier.

### Antiquité
Dans la Rome antique du IIe siècle av. J.-C., les premiers immeubles collectifs (insulae) commencent à se construire puis se développent considérablement pendant les siècles suivants.

### Milieu duXIXesiècle
C’est à partir du milieu du XIXe siècle qu’apparaissent en Europe les premiers immeubles «modernes». D’habitat individuel traditionnel en moellon de pierre de taille et en bois local, on passe à une mise en œuvre de matériaux manufacturés, comme le fer, le ciment, la brique pleine industrielle, des poutrelle mécanique, etc. Ces matériaux vont permettre de construire des bâtiments plus grands composés de plus de logements partageant les mêmes espaces de circulation tels que l’entrée, l’escalier et des couloirs. À cette même période, l’électricité, le gaz et le « tout à l’égout font leur arrivée et sont eux aussi partagés par les différents occupants de l’immeuble.
Les immeubles de bourg font leur apparition tant en zone rurale dans les villages, qu’en zone urbaine dans le centre des villes. Ils sont souvent alignés sur rue et mitoyens, et comptent entre 2 et 5 étages au-dessus du rez-de-chaussée. Le bâtiment peut être en moellon de pierre, pierre de taille, brique ou pans de bois. Les fenêtres sont en bois à simple vitrage.

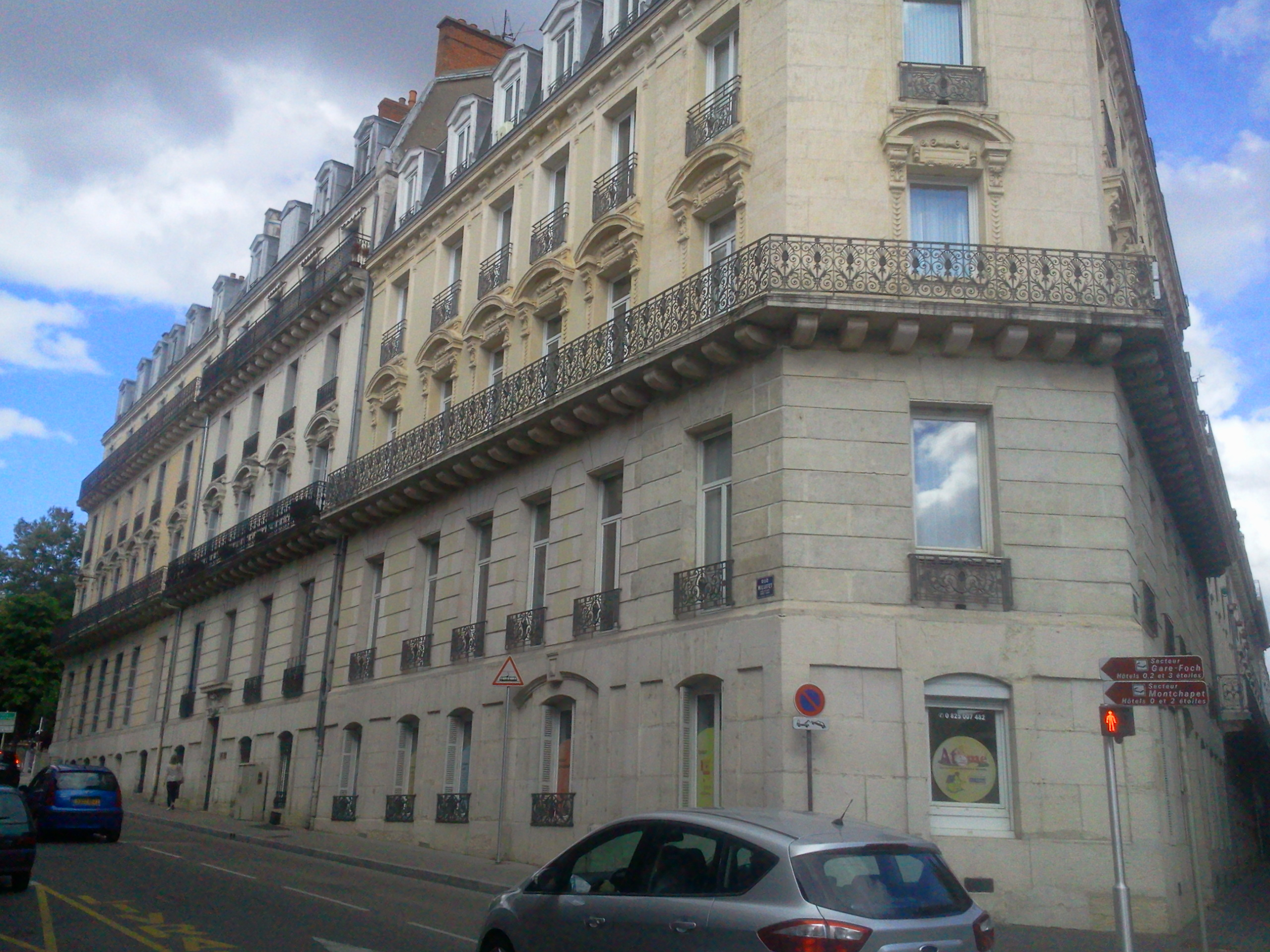
Immeuble Haussmannien à Dijon.

Les immeubles haussmanniens font leur apparition dans le centre des grandes villes françaises (Besançon, Belfort, Paris…). La façade est construite en pierre de taille et mesure entre 12 m et 20 m, ne dépassant pas sept étages. Ce type d’immeuble était dans certains cas composé d’un rez-de-chaussée haut de plafond destiné à accueillir des commerces liés, à un premier étage appelé « entresol », destiné au stockage ou au logement des commerçants. Au-dessus, le deuxième étage est dit « noble » car il valait plus cher et était donc destiné aux plus riches. En effet, dans ce type de logement, il n'existe qu’un escalier desservant chaque étage. Donc, plus on monte dans le bâtiment, moins les logements valent cher. Les étages supérieurs sont plus classiques et le dernier étage situé sous toiture était destiné aux chambres de bonne.

### Fin duXIXesiècle
À cette période, des immeubles dits éclectiques font leur apparition, symbolisant l’Art nouveau. Leurs façades sont très ornementées et utilisent pour la première fois des structures en béton pour les murs et des structures métalliques pour le plancher.
C'est également la période où commencent à apparaître les ancêtres des HLM. Ainsi, la loi Siegfried du 30 novembre 1894 crée l'appellation d'« habitations à bon marché » (HBM), incitant la mise à disposition de logements à prix social avec une exonération fiscale.

### Milieu duXXesiècle
Après la fin de la Seconde Guerre mondiale, les villes les plus touchées se reconstruisent et ce jusqu’à la fin des années 60. L’architecture est standardisée, les façades sont sobres avec peu d’ornements. L’ascenseur sans liftier fait son apparition desservant chaque couloir qui permet d’accéder aux différents logements. Cette invention va permettre de construire des bâtiments plus hauts dépassant les sept étages des immeubles haussmanniens.

### Année 1970

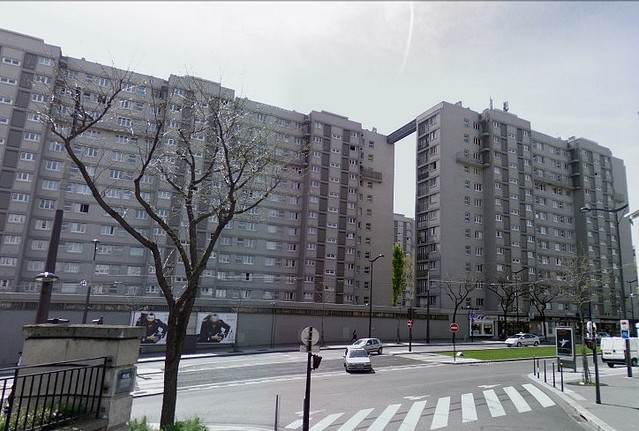
Logements sociaux à la porte Brancion (Paris 2011).

Cette période correspond à l’apparition de logements sociaux en périphérie des villes. Ces bâtiments sont de grande hauteur (plus de sept étages) et utilisent des matériaux préfabriqués en béton, ce qui va permettre de créer des logements à faible coût pour des personnes à faible revenu. Les logements sociaux sont inspirés des anciennes cités ouvrières (celle de Charleroi par exemple) construites pour accueillir jusqu’à 1000 travailleurs et leur fournir tous les espaces dont ils ont besoin comme des espaces extérieurs communs, des complexes sportifs… Ces espaces sont collectifs et permettent à ces cités d’être autonomes.

## Espace militaire

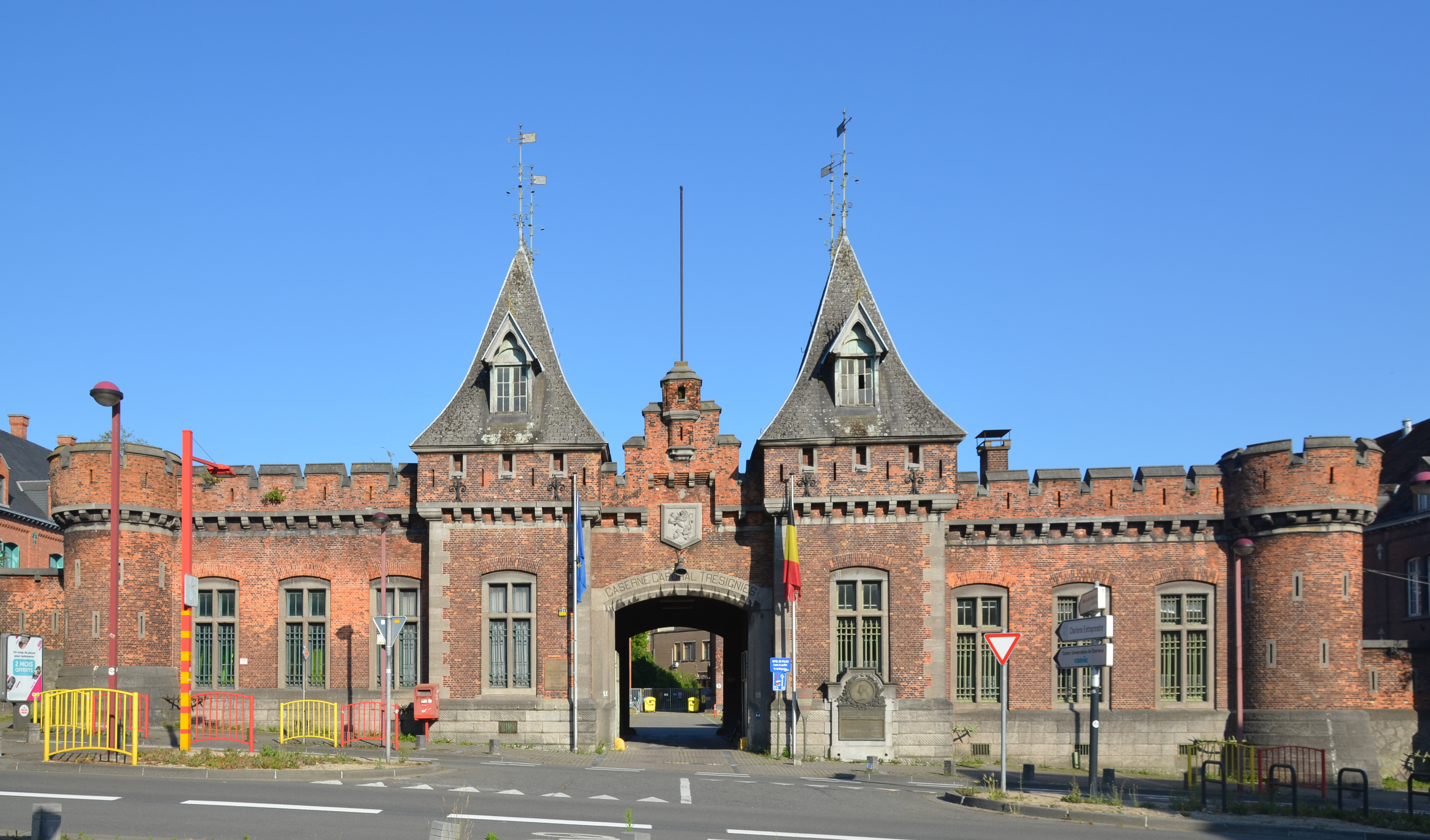
Caserne Trésignies, Charleroi.

En Belgique à la demande du roi Léopold II, le ministère de la guerre fait construire quatre casernes le long de l’ancien Boulevard militaire dans la commune d’Etterbeek. Ces casernes représentent un complexe de nombreux bâtiments destinés à l’entrainement militaire mais également à la vie des soldats. Certains bâtiments sont dédiés à de l’habitat collectif et mutualisent certaines fonctions. Les soldats vivent dans des chambres pouvant accueillir jusqu’à quatre personnes et partagent des espaces de vie comme une cantine, une salle de repos ou encore des espaces sportifs, comme une piscine, une salle multi-sport ou encore une piste d’athlétisme.

## Habitat participatif
En Belgique, l’habitat participatif naît à la fin du XXe siècle pour répondre à la crise du logement. Il permet à des personnes ayant un revenu faible ou moyen de devenir propriétaire de leur propre logement. Les projets d’habitat participatif sont possibles grâce à des coopératives qui guident les habitants qui souhaitent en faire partie. Grâce à des outils en ligne, et événements, elles vont faciliter la constitution des groupes de futurs habitants, puis leur permettre d’influencer le projet, de sa conception jusqu’à la phase de chantier. Les futurs habitants peuvent ainsi choisir leurs espaces communs en fonction de leur besoin et de leur envie. Ces espaces peuvent être ceux que l’on retrouve dans l’immeuble comme un jardin, un couloir ou être un peu plus originaux comme une salle de musique, un potager, une salle de fête…

## Habitat solidaire
L’habitat solidaire est un logement collectif, réalisé de manière participative pour des personnes en situation de précarité sociale c’est-à-dire qu’elles ont soit un faible revenu, un handicap, sont isolées ou plusieurs de ces facteurs à la fois. Ces personnes sont accompagnées dans le processus de création de leur projet d’habitation et encadrées pour les aider à sortir de la précarité sociale. Ces logements proposent la mutualisation de certains espaces de vie, mais ils vont plus loin, ils proposent également une organisation collective par des activités (préparation de repas par les habitants, vente, atelier de jardinage, dessin…). À intervalle régulier, des réunions sont organisées par les habitants pour l’organisation des taches communes et le bien-être de la communauté.